# Kouty (Sukorady)
Kouty je malá vesnice, část obce Sukorady v okrese Jičín. Nachází se asi 1,5 km na západ od Sukorad. V roce 2009 zde bylo evidováno 8 adres. V roce 2001 zde trvale žilo 7 obyvatel.
Kouty leží v katastrálním území Sukorady u Hořic o výměře 5,51 km2.